# Marco Lodadio
Marco Lodadio (Frascati, 24 marzo 1992) è un ginnasta italiano membro della Nazionale di ginnastica artistica maschile dell'Italia. 
Ha vinto 3 medaglie mondiali nella sua specialità,  gli anelli, ai Mondiali di Doha 2018 (bronzo), di Stoccarda 2019 e di Kitakyushu 2021 (argento).

## 2010: Europei Juniores di Birmingham
Marco Lodadio conquista la medaglia di bronzo nella finale juniores del volteggio europeo.  Il ginnasta dell'APD Vigna Pia di Roma con due salti quasi perfetti e il punteggio complessivo di 15.275 riesce a salire sul podio con 13 millesimi di vantaggio sullo svizzero Michael Meier, finendo alle spalle dell'armeno Artur Davtyan, nuovo campione continentale con la media del 15.462, e dello spagnolo Fabian Gonzalez (15.350).

## 2013: Mondiali di Anversa
Con un complessivo di squadra di 339.000, gli azzurri battono Stati Uniti e Norvegia rispettivamente di 7 e 22 punti. Arriva abbondante sul Dragulescu ed esce di pedana. Il 13.900 con un decimo di penalità, 6.000 di Difficoltà e 8.000 di Esecuzione è un inizio da brivido, vista la concorrenza che c'è in giro. Ma il romano allenato da Gigi Rocchini non si scompone e tira fuori una grande personalità stoppando il doppio salto indietro raccolto.
La Giuria lo premia con un 14.600 (D. 5.600 E. 9.000). La media di 14.250 lo colloca in 19ª posizione.
A marzo viene scelto, insieme ad Andrea Cingolani, Tommaso De Vecchis, Paolo Principi, Mattia Tamiazzo e Ludovico Edalli, per partecipare ad un triangolare con Norvegia e Standford.

## 2014: Campionati Italiani Assoluti
Conquista 2 medaglie di bronzo nella finale dei Campionati italiani assoluti di ginnastica artistica ad Ancona.
Ad ottobre del 2014 viene convocato per i mondiali di Nanning arrivando 13 con la squadra .
il 7 febbraio 2015 partecipa al campionato seria A1 con la ASD Ginnastica Romana.

## 2016: Europei di Berna
Ai Campionati Europei di Berna porta l'Italia alla finale. La sua ottima prestazione agli anelli e al volteggio ha conquistato il punteggio in assoluto più alto, contribuendo in maniera determinante a permettere all'Italia dopo sei anni di conquistare il pass per la finale fra le migliori otto squadre dei paesi europei.

## 2018: Bronzo ai Mondiali
Nel 2018, Lodadio partecipa ai Giochi del Mediterraneo di Tarragona 2018, dove conquista la medaglia d'argento nel suo attrezzo di punta, gli anelli. Nello stesso attrezzo, conquista una storica medaglia di bronzo in occasione dei Mondiali di Doha, con un ottimo punteggio di  14.900.

## 2023-2024: Europei di Antalya e di Rimini
Agli europei di Antalya 2023 ha ottenuto l'oro nel concorso a squadre, con Lorenzo Casali, Yumin Abbadini, Mario Macchiati e Matteo Levantesi; la prima della storia per la nazionale italiana. Con gli stessi compagni di squadra, l'anno successivo conquista la medaglia di bronzo ai campionati europei di Rimini 2024.